# Grotta di Conchi
La grotta di Conchi, situata nell'omonima zona del territorio di Sedini, dista pochi chilometri dall'abitato. Si apre nel calcare miocenico tipico di questa zona.
Presenta un ingresso abbastanza ampio, con altezza pari a circa 4 metri. Proseguendo verso l'interno per circa 20 metri, il soffitto tende ad abbassarsi sino a rendere un po' più complicata la prosecuzione. A circa 25 metri dall'ingresso, è presente una strettoia, superabile con facilità; si giunge poi in un ambiente piuttosto basso e ornato di concrezioni.
Proseguendo in avanti, sulla destra si ha una discenderia comunicante con una successiva sala ancora altrettanto ornata. Questa sala risulta di dimensioni maggiori rispetto alla precedente, e presenta concrezioni calcitiche quali colonne stalagmitiche, vasche e stalattiti. Superata questa sala, la grotta perde la sua bellezza sino a giungere al termine, 120 m dall'ingresso, dove è presente una piccola colonia di pipistrelli.